# Auto-Tune
Auto-Tune (ou autotune) est un logiciel (plugin) correcteur de hauteur sonore (son, note) élaboré par la société Antares Audio Technologies en 1997, mais créé auparavant à la fin 1996 par Andy Hildebrand, un ingénieur américain travaillant dans l'industrie pétrolière. Le nom désigne également, par abus de langage, toute technologie concurrente effectuant une fonction similaire.
À l'origine, l'Auto-Tune est un logiciel correcteur de voix permettant de chanter juste. Or, son utilisation a donné naissance à l'« Auto-Tune effect » : quand on pousse les réglages du logiciel à l'extrême, le traitement du son, jusqu'ici transparent et naturel, prend un caractère artificiel donnant à la voix modifiée par Auto-Tune un aspect sonore « métallique ». Auto-Tune est souvent associé à la chanteuse Cher et au rappeur T-Pain qui en ont popularisé l'utilisation, mais de nombreux autres artistes en ont fait usage par la suite, ouvertement ou non, notamment dans le milieu du rap et de la musique électronique.
Depuis les années 2010, cet effet sonore est passé du statut d’outil à celui de véritable instrument, permettant d’imaginer de nouvelles formes d’expressions musicales modernes.
Auto-Tune est une production originale d'Antares Audio Technologies, mais un grand nombre de produits concurrents s'en sont inspirés depuis sa sortie, qu'ils soient matériels, logiciel autonomes ou simplement module (plug-in) pour station audionumérique. Bien qu'Antares ait posé les bases avec Auto-Tune, l'industrie musicale utilise majoritairement le programme Melodyne de Celemony Software (en) ou le module WaveTune de Waves Audio (en) ; on peut aussi citer V-Vocal ou VoiceWorks.

## Histoire

### Origine
L'inventeur de l'Auto-Tune est Andy Hildebrand, dit « Docteur Andy », un ingénieur en électricité américain diplômé de l'université de l'Illinois. Se spécialisant en sismologie, il travaille ensuite dans l'industrie pétrolière où il étudie les sols et réalise des prédictions sismiques pour l'entreprise Exxon, puis pour sa propre entreprise, Landmark Graphics Corporation.
Dans le cadre de son travail, il met au point une méthode basée sur l'autocorrélation, qui permet d'envoyer des ondes acoustiques dans les sous-sols pour voir si une exploitation pétrolifère est possible. Une fois son invention vendue aux compagnies pétrolières, il prend sa retraite à 40 ans, et s'inscrit dans une école de musique, où son passé de scientifique impressionne.
Quelques mois plus tard, lors d'un dîner avec des amis, un des convives met Hildebrand au défi de créer un système pour chanter juste : « Un jour, je mangeais avec des amis et une femme m'a demandé de lui fabriquer une boîte qui lui permettrait de chanter juste. Ça a fait rire tout le monde car nous savions qu'un tel système ne pouvait pas exister ». Or, Hildebrand se rend rapidement compte que les algorithmes qu'il appliquait en sismologie pourraient aisément s'appliquer à la musique, afin de corriger, par exemple, une voix qui ne chante pas dans le ton. Il se sert alors à nouveau de l'autocorrélation pour mettre au point un logiciel. Il crée l'entreprise Antares Audio Technologies et se met au travail. À la fin de l'année 1996, l'Auto-Tune est né.

Selon lui, Auto-Tune est le Graal dont rêvaient tous les ingénieurs du son : 

« Auto-Tune a changé la manière dont fonctionnent les studios d'enregistrement car la justesse des voix a toujours été un problème. Avant, un studio faisait chanter la même phrase au chanteur encore et encore, jusqu'à ce qu'elle soit juste. Ça prenait beaucoup de temps et ça nécessitait énormément de prises. Avec Auto-Tune, le chanteur chante sa chanson une fois et il rentre chez lui. Le producteur règle ensuite les problèmes de justesse lui-même, ce qui lui fait gagner beaucoup de temps, et donc d'argent. Aujourd'hui, tous les grands studios utilisent Auto-Tune : ça leur permet de rester compétitifs. »

## Fonctionnement

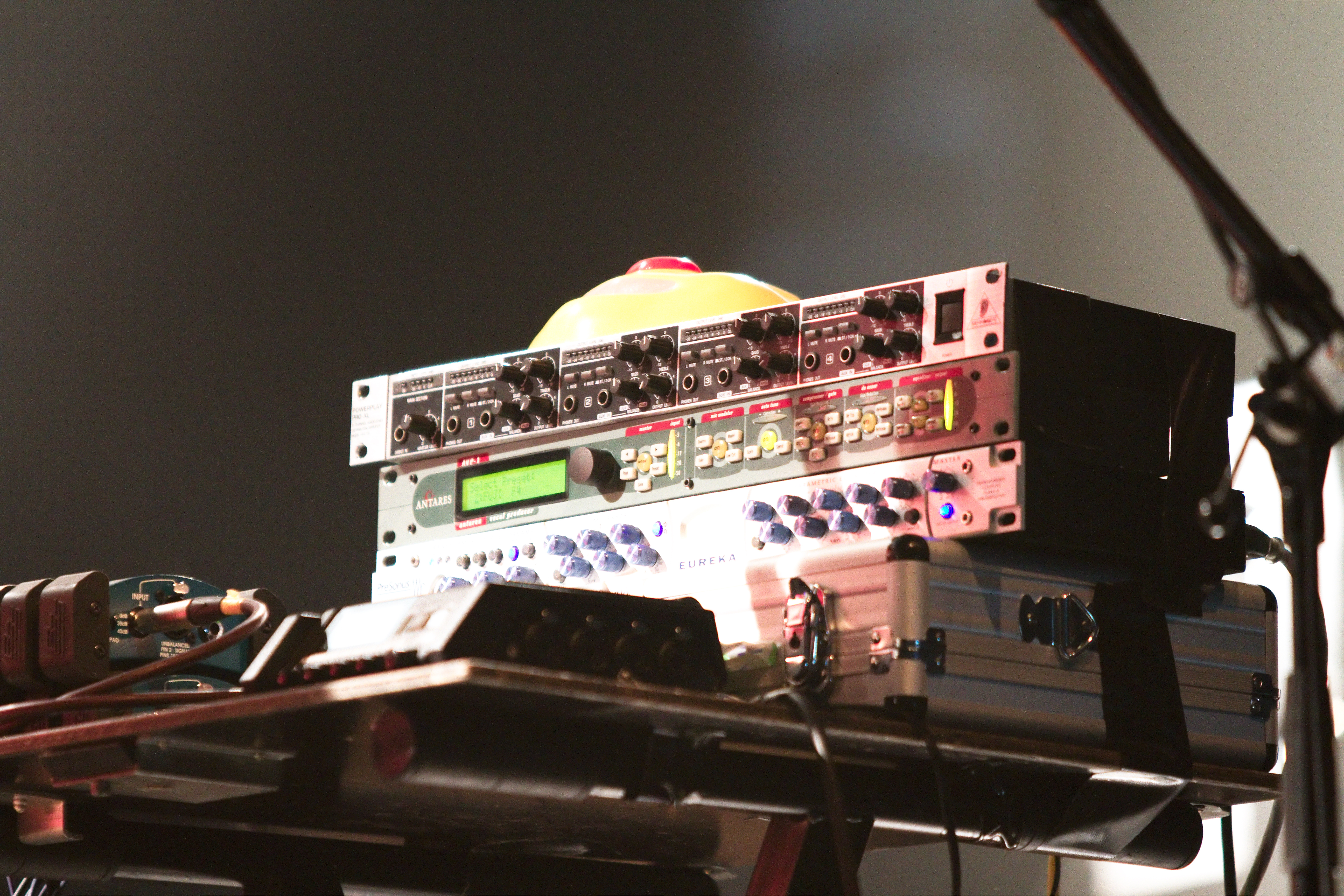
Processeur vocal Antares AVP-1 (milieu).

L'Auto-Tune est un programme informatique, un logiciel utilisé la plupart du temps par les ingénieurs du son, mais il est aussi de plus en plus prisé par des artistes du milieu hip-hop,. Initialement, l'Auto-Tune est un correcteur vocal permettant de chanter juste.
Auto-Tune analyse la hauteur (la fréquence) de la voix humaine et la recale si nécessaire en l'alignant sur une gamme (une échelle) de notes prédéfinie. Grâce à ce procédé, un piètre interprète peut chanter juste à l'aide de ce correcteur de fausses notes en temps réel. Quand on pousse les réglages à l'extrême, le traitement, jusqu'ici transparent et naturel, prend un caractère artificiel, donnant à la voix un aspect « métallique ». L'effet « métallique » sur les voix, popularisé par le rappeur T-Pain, est le résultat de réglages délibérément excessifs.
La vitesse d’ajustement de la voix à la musique dans le logiciel se paramétre de 0 à 400 millisecondes. Selon Hildebrand, « Si vous la réglez [la vitesse] sur 10, cela veut dire que le résultat ira à la moitié de la note recherchée en dix millisecondes, mais si vous mettez ce paramètre sur 0, le logiciel trouvera la note la plus proche et changera la voix instantanément », ce qui élimine la transition naturelle entre les notes et donne à la voix un aspect surnaturel et robotisé. Dépassé par son invention, son créateur affirme qu'il n'avait « jamais imaginé que quelqu’un de sensé ferait cela »,.
Bien qu'il ait en commun d'être utilisé couramment pour donner un aspect synthétique au timbre vocal, et que les deux termes tendent à être utilisés de manière interchangeable dans le langage commun, l'Auto-Tune n'est techniquement pas un vocodeur. Au sens d'origine, un vocoder (contraction de « voice coder ») présuppose d'effectuer un traitement de re-synthèse sur les propriétés de la voix pour fonctionner, au minimum en considérant les formants, ce qu'Auto-Tune ne prend pas en compte puisque celui-ci agit sur la forme d'onde.
Le concept est le même pour tous les concurrents du logiciel original d'Antares, à l'exception du fait qu'est apparue pour ces outils une nouvelle interface qui mixe l'interface d'origine avec des éléments issus d'un éditeur MIDI. Les notes chantées sont présentées sur une grille dont les lignes sont les notes et les colonnes représentent le temps, ce qui permet un travail sur la justesse du chant après la prise : ces variantes d'Auto-Tune sont destinées au monde du studio et de l'enregistrement musical (c'est le cas notamment de Celemony Melodyne), là où les logiciels reprenant l'interface d'origine avec uniquement les paramètres de vitesse sont aujourd'hui destinés à une utilisation sur scène (c'est le cas du logiciel original Antares Auto-Tune). Certains développeurs de modules (plug-ins) proposent ainsi le même logiciel sous les deux formes, comme Waves Audio qui propose une version studio et une version dite en temps réel de son logiciel WaveTune.
Le nom Auto-Tune étant déposé par Antares, les programmes concurrents ont dû utiliser un nom différent pour décrire l'effet. Ainsi, sur certaines stations audionumériques comme GarageBand, l'Auto-Tune est désigné comme un programme de « correction de hauteur tonale »[réf. souhaitée].

## Confusion avec d'autres effets audio
Il ne faut pas confondre l'Auto-Tune avec la talkbox ni avec le vocodeur, ce dernier mettant notamment en œuvre un « porteur » (typiquement un oscillateur ou son de synthétiseur) et un « modulateur » (typiquement une voix), puisque dans le cas de l'Auto-Tune il s'agit ici d'un traitement générique appliqué directement sur la forme d'onde sonore.

## Utilisateurs
En novembre 1998, la chanteuse américaine Cher se fait remarquer par une utilisation spectaculaire de l'Auto-Tune, appliqué à sa voix sur la chanson Believe. Celle-ci devient un véritable tube (le single Believe s'est en effet vendu à plus de 10 millions d'exemplaires) et contribue finalement à la popularisation de cet effet inédit. Ce logiciel est d'ailleurs parfois appelé « Cher Effect » par les anglophones,. Greg Milner, auteur de l'ouvrage Perfecting Sound Forever, explique que : « tout en travaillant avec Cher sur la chanson Believe en 1998, les producteurs Mark Taylor (en) et Brian Rawling (en) ont découvert que s'ils mettaient l'Auto-Tune sur son réglage le plus sensible, de sorte qu'il corrigeait la hauteur au moment précis où il recevait le signal, le résultat était un ton robotique troublant. »
À la fin des années 2000, l'utilisation de l'Auto-Tune comme effet musical est particulièrement mise en évidence par le chanteur de rap T-Pain, qui en fait un usage intensif dans ses chansons, notamment sur l’album Rappa Ternt Sanga (en français, « un rappeur devenu chanteur »). Depuis, de nombreux artistes utilisent ce logiciel, notamment Kanye West avec l’album 808s and Heartbreak, Lil Wayne et bien d'autres.
En France, ce sont les rappeurs Booba avec son album 0.9 (nov. 2008) et Rohff avec Le Code de l'horreur (déc. 2008) qui inaugurent les premiers albums français conçus avec Auto-Tune même si certaines chansons plus anciennes utilisaient déjà l'Auto-Tune, comme Damien Saez en 2002 sur le titre Sexe[réf. souhaitée]. Après des premières critiques négatives de la part du milieu du rap, par la suite d'autres artistes en font l'usage, comme le rappeur Gims[réf. souhaitée], Jul ou encore le groupe PNL, et font d'Auto-Tune un outil créatif permettant d’insuffler une nouvelle dimension, alors que d'autres trouvent ce traitement abominable.
Dans les années 2010, l'Auto-Tune séduit de plus en plus de musiciens et chanteurs, tous domaines et genres confondus. L'utilisation de plus en plus évidente dans de nombreux projets musicaux, notamment dans le rap, va jusqu'à entraîner la mise en œuvre en direct de cette technologie lors des concerts. Il existe de nombreux exemples d'artistes dont l'Auto-Tune a cessé de fonctionner au milieu d'un morceau, ce qui a causé la honte de certains rappeurs ; Jul ou bien le groupe PNL font partie des plus mémorables.

## Accueil

### Conséquences
Auto-Tune est rapidement devenu l'outil indispensable pour chasser la moindre imperfection lors des prises d’enregistrement,. En 2009, le producteur de hip-hop Rick Rubin affirme : « En ce moment, si vous écoutez de la pop, tout est à la bonne tonalité avec une mélodie parfaite, et un timing parfait (...) ça montre l’omniprésence de l’Auto-Tune ».
En 2011, Stephen des Aulnois, ingénieur du son indépendant cité par Libération, indique : « L’Auto-Tune est utilisé par tout le monde aujourd’hui. Sans exception. L’oreille des consommateurs est de plus en plus aiguisée. S’il y a quelques années encore, une note pas vraiment juste était possible pour un chanteur, c’est inimaginable aujourd’hui. Le niveau d’exigence a augmenté ».
Pour le pianiste Chilly Gonzales, « L’Auto-Tune ne transformera jamais un mauvais chanteur en virtuose, il officie comme un correcteur mais il n’agit pas sur d’autres paramètres essentiels comme l’intention, l’expressivité, le charisme ou la prononciation du chanteur ».

### Avis positifs
En 2016, la chanteuse parisienne Oklou affirme : « On a l’impression de l’entendre partout aujourd'hui mais c’est parce qu’il est utilisé de manière plus frontale, et surtout qu’il est assumé par les artistes (...) On ne parle plus de "performance" vocale, on est moins attaché qu’avant à l’authenticité du timbre, au rapport "vrai" à la voix. Je pense que c’est une bonne chose, ça veut dire que les gens ont compris que la qualité d’un morceau n’est pas dans la performance mais dans la sincérité de la démarche, quelle qu’elle soit ».
Pour l'inventeur Andy Hildebrand, « Dire que corriger la justesse d'une voix est une forme de triche revient à dire que le maquillage est une forme de triche. Qui suis-je pour juger ? Personnellement, ma femme utilise du maquillage. »

### Avis négatifs
De nombreuses plaintes ont été émises auprès de l'organisme Better Business Bureau (organe officiel de protection des consommateurs aux Etats-Unis et au Canada) à l'encontre d'Antares Audio Technologies LLC concernant les pratiques commerciales de la société.

## Terminologie
En France, la Commission d'enrichissement de la langue française recommande depuis 2020 d'utiliser le terme « ajustement automatique d’intonation » à la place d'« autotune »,.